# کارستن ولترز
کارستن ولترز (انگلیسی: Carsten Wolters؛ زادهٔ ۲۵ ژوئیهٔ ۱۹۶۹) بازیکن فوتبال اهل آلمان است.
از باشگاه‌هایی که در آن بازی کرده‌است می‌توان به باشگاه فوتبال دویسبورگ و باشگاه فوتبال بروسیا دورتموند اشاره کرد.